# ルーラー
自転車競技のロードレースにおけるルーラーとは、平地を一定のペースで走り続けることを得意とするタイプの選手。スピードマンとも呼ばれる。

## 特徴
平地を一定のペースで走り続けることを得意とし、数名でローテーションすれば40km/h以上で数時間に渡り走り続けることができる。また、緩い坂や短い山岳、スプリントもある程度ならこなせるため、あらゆる状況に対応できる万能型選手であるが、裏を返せば厳しい山岳ではクライマーに、ゴール前のスプリントではスプリンターに、長時間の独走ではTTスペシャリストに劣るため、決定力に欠けるタイプでもある。
万能型という点ではパンチャーと類似しているが、こちらがスプリントとアップダウンへの対応を両立させているのに対し、ルーラーは平坦地での高速走行や長距離の独走などに強いなど、TTスペシャリストに近いのが違いである。

## レースでの役割
上述のように勝負どころでの決定力に欠けるため、ステージレースなどでエースになることは少ない。しかし個人の実力のみで争うのではなく、チームによる総力戦の様相を呈している現在のロードレースにおいては、いかに実力のある選手であっても、アシストなしで勝つことは難しく、その役割の大半を担うのがルーラーである。
現在のレースでは序盤に少数で先行する逃げ集団ができ、それを大集団（メイン集団）が追走して、ゴール手前で逃げを吸収し、スプリントに持ち込まれるのが一般的だが、先頭集団で逃げるルーラーは単純に逃げ切り勝ちを狙うのではなく、レース全体のペースを作り出すとともに、メディアへの露出（たとえ知名度の低い選手でも先頭を走れば必ず映る）を増やしてスポンサーにアピールしたり、ステージの中間地点に設定されたスプリント賞や山岳賞などのポイントを獲得することで各賞争いをコントロールする役目を持っている。
また追走集団ならば無駄なタイム差がつかないように計算しながら、先頭にたって集団を引っ張るほか、大集団からレース終盤に飛び出して、逃げ切り優勝を狙う事もある。また、スプリンターをエースに抱えるチームでは、ゴールの数km手前からトレイン（チームが一列となって加速しゴール手前でエースを解き放つ戦法）の先頭に立って位置取りをするなど、総合優勝を狙わないチームでも重要な働きをする。
このほかにも飲料の入ったボトルや補給食をメンバーに配るなど、自ら勝利する機会こそほとんどないが、チームに有利な展開に持ち込むためには、ルーラーの存在が必要不可欠である。
まれにではあるが、序盤から逃げた選手が大集団を振り切って、そのまま逃げ切り勝ちをする（「大逃げを決める」）こともあり、この場合は数を武器に圧倒的有利に立つ集団の強力なコントロールを跳ねのけて掴み取った勝利として、通常以上に賞賛される。
さらにまれな例だが、2008年のジロ・デ・イタリアに出場したマルツィオ・ブルセギンの様に総合優勝を狙う事もある。

## 代表的な選手
- ジョシュア・ターリング（イギリス）
- シュテファン・ビッセガー（スイス）
- ミッケル・ビョーグ（デンマーク）
- フィリッポ・ガンナ（イタリア）
- マッズ・ピーダスン（デンマーク）
- ネイサン・ファン・フーイドンク（ベルギー）
- レミ・カヴァニャ（フランス）
- カスパー・アスグリーン（デンマーク）
- ワウト・ファン・アールト（ベルギー）
- ニルス・ポリッツ（ドイツ）
- シュテファン・キュング（スイス）
- アルベルト・ベッティオル（イタリア）
- ディラン・ファン・バーレ（オランダ）
- セーアン・クラーウアナスン（デンマーク）
- ヴィクトール・カンペナールツ（ベルギー）
- エドワード・トゥーンス（ベルギー）
- イヴ・ランパールト（ベルギー）
- マッティア・カッタネオ（イタリア）
- ヤン・トラトニク（スロベニア）
- ルーク・ロウ（イギリス）
- ピーター・セリー（ベルギー）
- ティム・デクレルク（ベルギー）
- ネルソン・オリヴェイラ（ポルトガル）
- ヴェルガー・ステイク・ラエンゲン（ノルウェー）
- ジョン・デゲンゴルブ（ドイツ）
- イアン・スタナード（イギリス）
- ジョナタン・カストロビエホ（スペイン）
- ダニエル・オス（イタリア）
- トーマス・デ・ヘント（ベルギー）
- ミケル・モルコフ（デンマーク）
- トニー・マルティン（ドイツ）
- マチェイ・ボドナル（ポーランド）
- オスカル・ガット（イタリア）
- イマヌル・エルビティ（スペイン）
- ドリス・デヴェナインス（ベルギー）
- 別府史之（日本）
- イーリョ・カイセ（ベルギー）
- クリスティアン・クネース（ドイツ）
- マシュー・ヘイマン（オーストラリア）
- フアンアントニオ・フレチャ（スペイン）
- マルツィオ・ブルセギン（イタリア）
- イェンス・フォイクト（ドイツ）
- エリック・デッケル（オランダ）
- ジャッキー・デュラン（フランス）
- アンドレア・タフィ（イタリア）